# Walk with Us
«Camina con Nosotros» —título original en inglés: «Walk with Us»— es el décimo segundo episodio de la décima temporada de la serie de televisión The Walking Dead. Se estrenó el día 13 de marzo de 2020 en exclusividad para AMC Premium, por medio de pago para ver el episodio, el día 15 de marzo se estrenó para AMC en todo Estados Unidos. Fue dirigido por Greg Nicotero y el guion estuvieron a cargo de Nicole Mirante-Matthews & Eli Jorne. Fue estrenado el 16 de marzo de 2020 por la cadena Fox en España e Hispanoamérica.
Tras el ataque a la colonia Hilltop, liderado por Alpha (Samantha Morton) junto a Negan (Jeffrey Dean Morgan) y Los Susurradores quienes lideran un enorme Horda de caminantes en el asentamiento, mientras que los sobrevivientes se ven obligados a retroceder.
El episodio marca la muerte de Alpha (Samantha Morton). También marca las últimas apariciones de Gamma / Mary (Thora Birch) y Earl Sutton (John Finn). El episodio recibió críticas extremadamente positivas de los críticos.

## Trama
Los residentes de Hilltop continúan luchando contra la horda de caminantes, ayudados por sus catapultas dentro de los muros, pero está claro que la batalla es imposible de ganar y los residentes de Hilltop se dispersan para reagruparse en otro lugar. Yumiko ve a Magna disfrazada en la horda de caminantes y la rescata. Después de la batalla, Alpha regaña a Negan por acabar con un soldado moribundo de Hilltop en lugar de dejar que se convierta en parte de su horda. Él cree que han salido victoriosos, pero Alpha no considera que el ataque sea una victoria, ya que aún no ha retomado a Lydia. Beta le ordena a Negan que junte caminantes que estén merodeando en el área, y al hacerlo ve a Lydia huyendo. Él la sigue y se encuentra con Aaron, quien amenaza con ira a Negan, pero se ve obligado a retroceder para defender a Luke herido de los caminantes entrantes y Negan escapa. Negan alcanza a Lydia y la captura.
Alden, Kelly y Mary escapan con Adam. Alden todavía se niega a permitir que Mary abrace a Adam, aunque ella sabe exactamente cómo calmarlo. Alden finalmente cede y Mary abraza a Adam y lo tranquiliza rápidamente. Los tres se detienen para descansar brevemente y hablar sobre la madre del bebé, pero Mary escucha a los caminantes entrantes y los tres huyen. Al refugiarse dentro de una camioneta abandonada, Mary se queda afuera para alejar a los caminantes. Ella lo hace y mata a varios antes de ser apuñalada por Beta. Intenta someterla, pero se ve obligado a matarla cuando ella se defiende, arrancando la mitad de su máscara. Otro Susurrador ve esto y reconoce la cara de Beta, pero Beta lo mata antes de que pueda revelar su identidad. Beta espera a que Mary se reanime y la entregue a la horda de Alpha, pero Alden le dispara con una flecha y hace que Beta huya.
Carol, Eugene, Magna y Yumiko se detienen para descansar. Eugene intenta reconstruir los restos de su radio perdidos en Hilltop en llamas. Él le cuenta a Carol sobre su reunión y que no cree que sea el momento, pero ella lo alienta a mantener la reunión con Stephanie. Magna le dice a Yumiko cómo ella y Connie se mezclaron con la horda, pero se separaron. Yumiko se enoja con Carol y la culpa por lo que pasaron y la golpea. Mientras tanto, Daryl, Rosita, Jerry y Nabila se dirigen al punto de encuentro donde se encontrarían con Ezekiel y los niños, pero lo encuentran vacío. Regresando a Hilltop y encontrando a Ezekiel escondido, los conduce a los niños, ahora bajo el cuidado de Earl. Earl mantiene a los niños seguros, pero ha sido mordido y está muriendo lentamente. Le pide a Judith que mantenga a los niños seguros para él e intenta quitarse la vida.
Ezekiel lleva a los demás a la cabaña donde encuentran a los niños. Daryl consuela a Judith, que se vio obligada a eliminar a un Earl reanimado. Negan le dice a Alpha que ha capturado a Lydia y la lleva a una cabaña aislada donde dice que la está reteniendo. En el camino, los dos conversan y Negan la amonesta por querer quitarle la vida a Lydia, contándole su propia historia trágica con su esposa que murió de cáncer de páncreas. Alpha no se mueve e insiste en que Lydia todavía tiene que morir. Alpha abre la puerta de la cabaña para encontrarla vacía, y Negan corta su garganta y la abraza mientras muere. Negan decapita a Alpha y rueda su cabeza reanimada a los pies de Carol, quien le dice a Negan "Te tomó lo suficiente".

## Producción
"Walk with Us" presenta la muerte de Alpha a manos de Negan su muerte se asemeja al libro de historietas del cómic. También presenta las apariciones finales de Gamma / Mary (Thora Birch) y Earl Sutton (John Finn), quienes fueron asesinados en este episodio.
Durante una entrevista con Dalton Ross para Entertainment Weekly, Morton dijo sobre la muerte de su personaje:
""Sabía cuando obtuve el papel, — básicamente, cuando Angela y yo estábamos hablando de Alpha y la posibilidad de que yo la interpretara y todo ese tipo de cosas. Ella fue muy, muy honesta y dijo: "Escucha, esto es lo que va a pasar". Creo que la sensación abrumadora en el programa es que eres parte de la historia que continúa. El espectáculo es más grande que cualquier persona, se trata de The Walking Dead, por lo que para interpretar a una villana como Alpha, sabes que algo tiene que ceder. Entonces, siempre supe".

Durante una entrevista con Kirsten Acuna escribiendo para Insider Sam Morton también reveló sobre la muerte de su personaje y dijo:
"Bueno, siempre lo supe porque cuando estaba en conversaciones con la [guionista] Angela [Kang] en las primeras etapas, si potencialmente iba a interpretar a Alpha, estaba muy claro que a este personaje le cortarían la cabeza. Así que algo así como ... siempre lo supe. Sí, solo lo sabía".
Angela Kang, guionista de The Walking Dead en una entrevista para The Hollywood Reporter aclaró sobre el destino de Alpha y dijo:
"A menudo remezclamos momentos de los cómics, pero entré en la sala para romper la temporada sintiéndome muy firme de que necesitábamos hacer la historia de Negan [mata] Alpha", le dice la presentadora Angela Kang a The Hollywood Reporter. "Es una historia tan icónica. Pero necesitábamos darle nuestro propio giro, por eso tenemos a Carol. El aspecto emocional de esa historia es tan fuerte, la idea de que estaban juntos en esta forma muy particular, pero Negan toma su propio camino para llegar allí. Pero sí, siempre íbamos a hacer Negan [matar] a Alpha. "
En una entrevista para Entertainment Weekly, Kang explicó la muerte de Alpha y dijo:
"Así que, en primer lugar, este emparejamiento en el cómic de Alpha y Negan, es una de mis partes favoritas del cómic y sabíamos que queríamos hacer esta historia de Negan como la que finalmente mata a Alpha. Y cómo ¿Hacemos eso en el programa donde todavía tiene ese elemento sorprendente que teníamos en los libros? ¿Cómo podemos atender a todos los elementos emocionales que están allí, y la parte de Carol en él? Realmente nos gustó la idea de hacer esto a medio camino atrás la mitad [de la temporada], no en el final. Parecía que Alpha, a su lado, tenía este tipo de historia épica y emocional con su hija. Así que queríamos llegar a un lugar con la historia donde entendimos que Alpha estaba lista matar a su propia hija. Y eso parecía tener sentido. Se rastreó a través del rechazo de una vez por todas.
Y luego, desde el lado de Negan, nos preguntamos: ¿Cuál es la línea roja de Negan? Y sabemos que a Negan realmente le importan los niños. En los libros, era maestro antes de que comenzara el apocalipsis y le mostramos cómo desarrollar esta relación con Lydia. Y solo el hecho de que Alpha tiene esto y mata a todos los que se preocupan, quemandolo todo, mataré a mi propia filosofía infantil— eso realmente se siente como para Negan que esa es la línea roja que no puede cruzar. Hay muchas cosas sobre Alpha que creo que serían atractivas para él. Obviamente, él se siente atraído por los fuertes, pero sentimos que para obtener la versión más satisfactoria de eso, también tenía que ser complicado para Negan.

Y así es como trabajamos para construir todo eso. Y luego realmente queríamos demostrar ese conflicto en tiempo real. Y se sintió como si ella estuviera allí lista para matar a su hija, es casi como una prueba para él y ella falla, por lo que él tiene que hacerlo en ese momento".

## Recepción

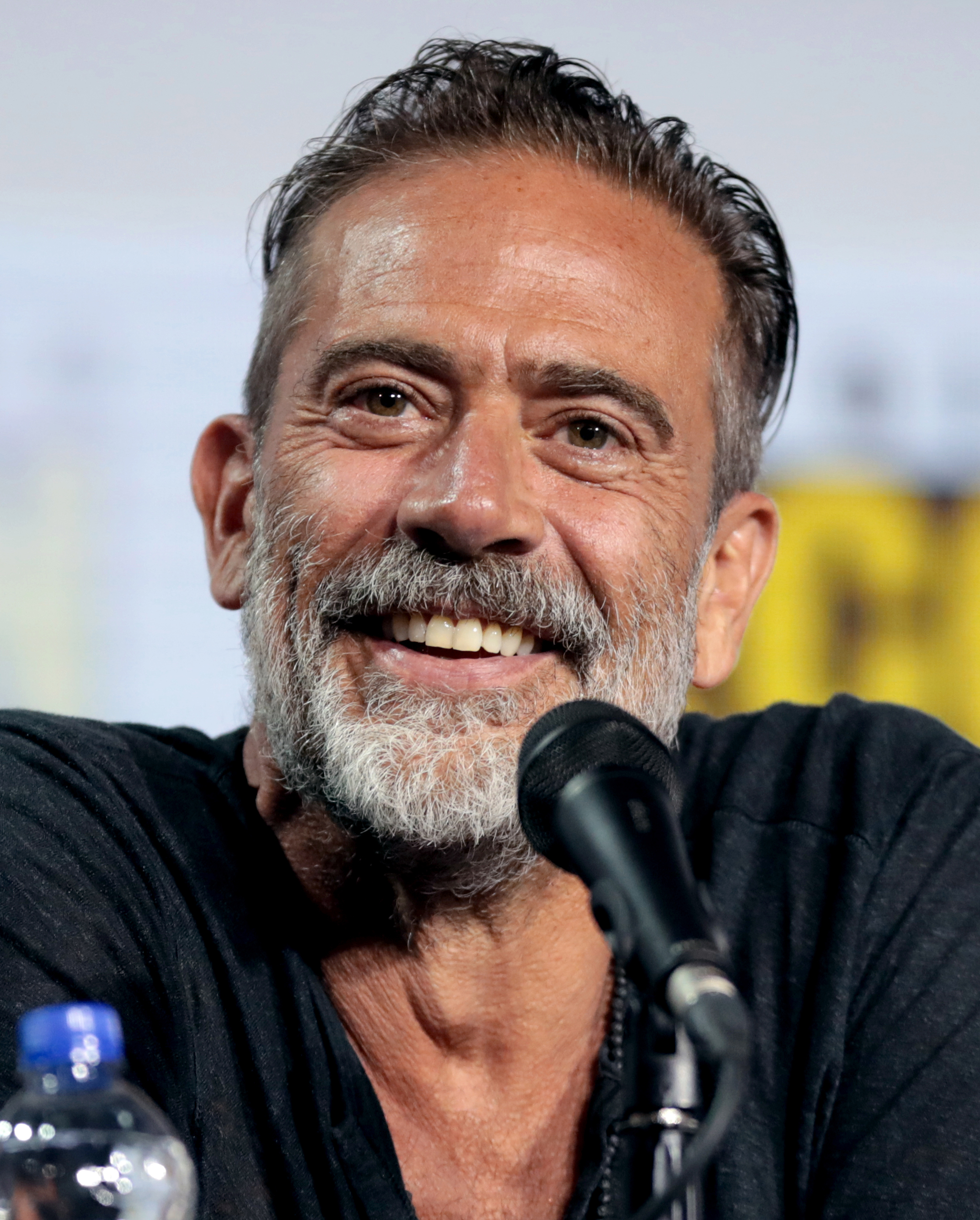
El desarrollo del personaje de Negan (Jeffrey Dean Morgan) también fue muy aclamado por los críticos en este episodio.

### Recepción crítica
"Walk with Us" recibió críticas positivas. En Rotten Tomatoes, el episodio tiene un índice de aprobación del 94% con un puntaje promedio de 8.11 de 10, basado en 17 revisiones. El consenso crítico del sitio dice: "Tras una conclusión rápida y violenta de la desgarradora batalla de la semana pasada, "Walk with Us" ofrece una secuela inquieta marcada por la muerte de personajes sorprendentes y giros inesperados".
Noetta Harjo de Geek Girl Authority elogió el episodio y escribió: "Esta temporada está mejorando. Estuve al borde de mi asiento durante este episodio de The Walking Dead. RIP Mary, también conocida como Gamma y Earl. RIP Alpha?".
Alex McLevy escribiendo para The A.V. Club le dio al episodio una C + y en su reseña dijo: "Comenzó genial y terminó aún mejor; si tan solo no hubiera todo ese episodio intermedio para arrastrarlo hacia abajo".
Sin embargo, la escritura de Jeff Stone para IndieWire le dio al episodio una A- diciendo: "Hay demasiados agujeros para que el episodio sea un éxito completo, pero es otra presentación muy fuerte en una media temporada que ha tenido éxito más bueno que malo." Erik Kain en su revisión para Forbes en su revisión señaló lo siguiente: "La segunda parte de la batalla de Hilltop fue casi tan grande como la primera parte. Es genial ver a The Walking Dead ir tan grande con una escena de batalla y realmente lograrlo".
Escribiendo para Den of Geek!, Ron Hogan en su reseña dio una calificación de 4 a 5 y dijo: "Abundan las actuaciones sólidas, con Morgan y Samantha Morton siguen siendo espectaculares".
Matt Fowler de IGN le dio al episodio un 8 sobre 10 y escribió: "Fue marcado y trazado de una manera extraña que nos dejó haciendo preguntas... Algunas muertes de personajes en la mitad de la carta y un gran giro final que derribó al villano principal, ayudó a elevarlo al final".
Brian Richards escribiendo para Pajiba elogió el episodio y escribió: "Un episodio muy impresionante que ayudó a poner fin al tiempo de Samantha Morton como Alpha, quien fue una de las mejores cosas del programa en estas últimas temporadas".

### Calificaciones
"Walk with Us" recibió 3,49 millones de espectadores, en comparación con la calificación del episodio anterior.